# ジャングルフィッシュ2
ジャングルフィッシュ2（韓国名:정글피쉬2）は、韓国のKBS 2TVで放送されていたテレビドラマである。

## 概要
韓国で2008年放送の短編ドラマ「ジャングルフィッシュ」のスピンオフ作である。
従来の軽く劇的なストーリーの学園ドラマとは異なり、暗い現実での現代の若者たちの重い悩みを描いたドラマである。

## あらすじ
名門カファ高校で全校1位を独占していた女子生徒・ヒョアンが謎の死を遂げた。ヒョアンの友達で、元彼氏だったホスは彼女の死を納得することができない。ホスはインターネットのSNSや携帯で手がかりを模索する中、不可解な事実に直面する。ホスは4人の友達・バウ、ユル、ライ、ゴンジと共にヒョアンの死の真実を追及し知ってはならない事実を解き明かすこととなる。

## 登場人物
ミン・ホス: ホン・ジョンヒョン
- プンリム高校に通う2年生。元カファ高校の生徒。2年生の途中、自分の意思でプンリム高校に転校した。ヒョアンの元彼氏。冷静沈着で仲間想い。水色の自転車で通学している。IDは「異邦人A」。妹が1人いる。おじは中華料理店を営んでいる。
- 先生の不合理な指導に従わず反抗する態度が一時クラスメイトから賞賛されたが、ヒョアンに関係していることが知られると非難や差別をされたりした。しかしホスは何とも思っておらず、大人な対応をした。また、よくパシられているいじめられっ子・パンへの嫌がらせを阻止したことで、いじめっ子・イルテにパシりのターゲットにされたこともあったが、あっさりとかわした。

ソ・ユル：ジヨン（T-ARA）
- カファ高校に通う2年生。特別枠で不正入学した。ホスに片思いをしている。中学生までは明るい性格だったが、カファ高に入学してから人が変わり、幼馴染の親友だったヒョアンから離れ、同じく不正入学したユミやウンジャと絡むようになった。IDは「青い薬」。「WHO」の正体。成績優秀な兄姉がいる。兄はアメリカの医師国家試験に合格した（2次試験はトップ合格）。
- 成績は良く、特進クラスのメンバーだがヒョアンを越えることはできなかった。しかしヒョアンの死後は1位になった。最終回では、転校しており、新しい友達と新しい学校を満喫しているようだ。

アン・バウ：ジュン（MBLAQ）
- イルテに濡れ衣を着せられ、冤罪の暴力事件で退学になったプンリム高校の元生徒。ホス達の元同級生。保護観察中（ストーリー終盤には終了している）。IDは「シンデレラマン」。ユルに片思いをしている。
- 最愛の母を亡くした上、父親が再婚し、子ども（腹違いの兄弟）が産まれて家の居場所を失ってしまった。しかし、父親から必要とされていることを知り、家を出る計画を立てていたが家に残ることを決めた[1]。

イ・ライ：シン・ソユル
- ミュージシャンを目指すプンリム高校の2年生。ホスと同じクラス。IDは「インディードル」。母と2人暮らし。
- 留学してしまった彼氏との間に子どもができてしまい、一時は強制退学となったが国家人権委員会の調査により復学することができた。

ユン・ゴンジ：キム・ボラ
- プンリム高校の2年生。ホスと同じクラス。ホラーが大好き。弟と妹がいる（弟は節約委員で、パソコンを毎日使うゴンジにしつこく節約を呼びかけるが毎回負けている）。パソコンに詳しい。IDは「血色のギョーザ」。小説「生首の2段跳び」のファンサイトを経営し、利用者は1万人を突破した。
- ウォンタクに一目惚れし、奇妙なメールを送ったり尾行したりしたが、クラブで勝手にウォンタクの携帯を見ているところを本人に見つかってしまい、振られてしまった。
- インターネットチャットでホスにヒョアンの事件のことを呼びかける謎の人物「WHO」の正体を暴いた。

ペク・ヒョアン：ハン・ジウ
- 元カファ高校生徒。ユルの元同級生で、元親友。頭がよく成績は全校1位だった。正義感が強く、平等主義。学校の不正を暴き公表しようとし、特進クラスの特別授業廃止を求めたことから特進クラスのメンバーからいじめを受けた。IDは「ジャングルフィッシュ」。元テニス部所属。
- ビルの屋上から飛び降り自殺をした。17歳没。iPodに、友達だったホス、バウ、ライ、ゴンジにメッセージを残した。

### その他の登場人物
- チョン・イヌ：ユン・ヒソク

カファ高校の英語教師。ヒョアン、ジェウンと一緒にこの学校を変えようと約束をしたが、教頭に「この活動をやめれば正規職員にする」という条件を出され、ヒョアンとジェウンを裏切った。しかし、最後にホスたちに協力する
- チョン・ユミ：リュ・ヒョヨン

カファ高校の2年生。特進クラスの生徒。不正入学をした。成績は上位だが、ヒョアンやユルを抜くことはできなかった。
- ホン・ウンジャ：シン・ソヒョン

カファ高校の2年生。特進クラスの生徒。不正入学をした。常にユミと共に行動をしている。勉強はそこそこである。
- ハン・ジェウン：キム・ソヨン

元カファ高校の生徒。ヒョアンとチョン先生と学校の不正を暴こうとしたことで転校させられた。家は裕福ではなく、ヒョアンのおかげで特進クラスに入れたものの、特進クラスの高額な学費を払うことができず特進クラスを断念した。
- ポン・イルテ：コ・ギョンピョ

プンリム高校に通う2年生。いじめっ子グループのリーダー的存在で、いつもクラスメイトのペ・テランをパシっている。暴力事件を起こしたがバウに濡れ衣を着せ、退学をせずに済んだ。しかし、今度はイルテではなく連れが殴った事件で、連れに濡れ衣を着せられたが、バウとともにケンカを見ていたウォンタクが携帯で録画していたため証拠が証明され退学を免れた。
- ペ・テラン：キム・ドンボム

通称「パン」（パンシャトル（“パンを一瞬で買ってくる”の意味）の略）。使いっ走り専門。
- シン・ウォンタク：キム・ジェウ

バウの友達。高校には通っていない。様々なアルバイトで金を稼いでいる。
- ユ・ヨジン：イ・ミソ

ポン・イルテの元カノ。イルテはかなり未練があるようだが、ヨジンは何も気にしていない。召使のような女の子たちがいる。
ホスを転入初日から気に入っている。意地悪なことをいうときもあるが、根は優しい。最終回では、イルテと関係が修復したような場面もある。
- イ・サンヨン：チェ・ミョンギョン
- スピーカー：チェ・ウヒョク
- ミン・チャンギ：チョン・ギョンホ

## 高校

### カファ高校
韓国でも名門な私立高校。男女共学。特進クラスの生徒で、賛助金を寄付し特別枠で入学した“不正入学者”には、特別授業を実施していた。授業（勉強）時間は朝7時から夜11時まで。

### プンリム高校
高校の中では比較的レベルの低い学校。男女共学。非常に規則が厳しい。
減点制度
- 減点20点以上は校内奉仕を3日、30点以上は社会奉仕を3日、40点以上は特別教育と懲罰、50点以上は退学になる[2]。

| 違反名             | 内容                                       | 減点 |
| ------------------ | ------------------------------------------ | ---- |
| 服装違反           | 服装がだらしない、スカートが短い（女子）   | 5点  |
| 頭髪違反           | 髪が耳にかかる位に長く伸ばしている（男子） | 5点  |
| 教室内で唾を吐く   | 教室内で唾を吐く                           | 5点  |
| 教室内でガムを噛む | 教室内でガムを噛む                         | 5点  |
| 教師に反抗         | 教師の指導・指示に従わない                 | 5点  |
| ゴミのポイ捨て     | 校内でゴミを地面に捨てる                   | 5点  |
| 校内喫煙           | 校内でタバコを吸う                         | 15点 |

プンリム高校の階級
| 階級 | 階級名       | 詳細                       |
| ---- | ------------ | -------------------------- |
| 最高 | 貴族         | 不良グループのトップ       |
| 上   | 自由騎士     | 誰もタッチできない優等生   |
| 普通 | 良民         | 成績も喧嘩もそこそこの階級 |
| 最低 | 最下層       | 貴族の使い走りをする階級   |
| 論外 | パンシャトル | 使い走り専門               |

## サブタイトル
| 各話 | 放送日         | サブタイトル             | 視聴率(TNMS) | 視聴率(AGB) |
| ---- | -------------- | ------------------------ | ------------ | ----------- |
| 1話  | 2010年11月4日  | ジャングルの法則         | 4.9%         | 4.1%        |
| 2話  | 2010年11月11日 | 青い薬                   | 4.7%         | 4.4%        |
| 3話  | 2010年11月25日 | シンデレラマン           | 4.8%         | 5%          |
| 4話  | 2010年12月2日  | 異邦人a                  | 4.6%         | 3.8%        |
| 5話  | 2010年12月9日  | 7週と2日、そして         | 3.8%         | 4.3%        |
| 6話  | 2010年12月16日 | すれ違う心               | 4.3%         | 3.7%        |
| 7話  | 2010年12月23日 | 秘密と嘘                 | 4.3%         | 4.6%        |
| 8話  | 2010年12月30日 | ジャングルは曇りのち晴れ | 4.3%         | 4%          |

## サウンドトラック
| ＃ | タイトル                  | 歌手           | 分秒     |
| -- | ------------------------- | -------------- | -------- |
| 1  | たった一度だけ            | ミナ           | 4分7秒   |
| 2  | 誰が何と言おうと          | 超新星         | 3分42秒  |
| 3  | だんだんと                | ジヨン         | 3分48秒  |
| 4  | 眠らない夢                | タル           | 3分8秒   |
| 5  | 悲しい予感                | キム・ヨヒ     | 4分5秒   |
| 6  | Tomorrow                  | ユ・スンチャン | 3分26秒  |
| 7  | I Can Do It               | タル           | 3分33秒  |
| 8  | 君を愛してるか見てる      | ジェナ         | 3分33秒  |
| 9  | Knockin' on Heaven's Door | タル           | 3分3秒   |
|    |                           |                | 32分25秒 |

- 2010年11月4日発売
- レーベル：ポニーキャニオンコリア